# Chico Buarque & Maria Bethânia ao vivo
Chico Buarque & Maria Bethânia ao vivo é um álbum gravado em 1975 no show de Chico Buarque e Maria Bethânia no Canecão, na cidade do Rio de Janeiro.

## Músicas
| N.º | Título                    | Compositor(es)                                         | Duração |  |
| 1.  | "Olê, Olá"                | Chico Buarque                                          |         |  |
| 2.  | "Sonho Impossível"        | J. Darion, M. Leigh; versão de C. Buarque e Ruy Guerra |         |  |
| 3.  | "Sinal Fechado"           | Paulinho da Viola                                      |         |  |
| 4.  | "Sem Fantasia"            | Chico Buarque                                          |         |  |
| 5.  | "Sem Açúcar"              | Chico Buarque                                          |         |  |
| 6.  | "Com Açúcar, Com Afeto"   | Chico Buarque                                          |         |  |
| 7.  | "Camisola do Dia"         | David Nesser, Herivelto Martins                        |         |  |
| 8.  | "Notícia de Jornal"       | Haroldo Barbosa, Luis Reis                             |         |  |
| 9.  | "Gota d'Água"             | Chico Buarque                                          |         |  |
| 10. | "Tanto Mar"               | Chico Buarque                                          |         |  |
| 11. | "Foi Assim"               | Lupicínio Rodrigues                                    |         |  |
| 12. | "Flor da Idade"           | Chico Buarque                                          |         |  |
| 13. | "Bem Querer"              | Chico Buarque                                          |         |  |
| 14. | "Cobras e Lagartos"       | Hermínio Bello de Carvalho, Sueli Costa                |         |  |
| 15. | "Gita"                    | Raul Seixas, Paulo Coelho                              |         |  |
| 16. | "Quem Te Viu, Quem Te Vê" | Chico Buarque                                          |         |  |
| 17. | "Vai Levando"             | Caetano Veloso, C. Buarque                             |         |  |
| 18. | "Noite dos Mascarados"    | Chico Buarque                                          |         |  |

A edição portuguesa deste disco, lançada em 1975, contém a versão original de "Tanto mar", com letra. No Brasil a mesma música foi censurada, tendo sido publicada só a parte instrumental. 